# Atilio Fortunato
Atilio Fortunato (Atilius Fortunatus) (fl. siglo IV), escritor romano autor de un tratado sobre prosodia y métrica de Horacio, aunque se sabe poco de él y el libro no se ha conservado bien. Escribió antes del siglo V puesto que menciona a Casiodoro en una graciosa dedicatoria a un joven de rango senatorial.
El manual se abre con una discusión sobre las ideas fundamentales de la métrica y las principales reglas de la prosodia latina, y termina con un análisis detallado de la métrica de Horacio. Las principales autoridades utilizadas son Cesio Baso y la adaptación latina por Juba el gramático del Τέχνη de Heliodoro. Fortunato era un nombre común en las provincias africanas, por lo que es probable que el autor fuera paisano de Juba, Terenciano Mauro y Mario Victorino.